# الخرابة (منور)

تعديل مصدري - تعديل

الخرابة محلة تابعة لقرية منور، التابعة لعزلة المعشار بمديرية جبلة إحدى مديريات محافظة إب في الجمهورية اليمنية، بلغ تعداد سكانها 175 حسب تعداد اليمن لعام 2004.